# Yoshikane Mizuno
Yoshikane Mizuno (水野 義兼, Mizuno Yoshitake) é um astrônomo japonês e um prolífico descobridor de asteróides.
O asteróide 4541 Mizuno recebeu esse nome em sua homenagem.